# Brockton
La ville de Brockton est le siège  du comté de Plymouth dans le Massachusetts aux États-Unis. Brockton est avec 93 810 habitants (2010) la 6e plus grande ville du Massachusetts.
Elle est parfois appelée à la « ville des Champions », principalement grâce à la réussite des boxeurs Rocky Marciano et Marvin Hagler qui habitaient la ville.
Le 1er septembre a été déclaré "NOFX day".

## Démographie
| Groupe                           | Brockton | Massachusetts | États-Unis |
| -------------------------------- | -------- | ------------- | ---------- |
| Blancs                           | 46,7     | 80,4          | 72,4       |
| Afro-Américains                  | 31,2     | 6,6           | 12,6       |
| Autres                           | 12,5     | 4,7           | 6,4        |
| Métis                            | 6,9      | 2,6           | 2,9        |
| Asiatiques                       | 2,3      | 5,3           | 4,8        |
| Amérindiens                      | 0,4      | 0,3           | 0,9        |
| Total                            | 100      | 100           | 100        |
|                                  |          |               |            |
| Hispaniques et Latino-Américains | 10,0     | 9,6           | 16,7       |

Selon l'American Community Survey, pour la période 2011-2015, 61,29 % de la population âgée de plus de 5 ans déclare parler anglais à la maison, alors que 14,97 % déclare parler le portugais, 10,88 % un créole français, 7,84 % l'espagnol, 0,79 % le français, 0,58 % une langue africaine, 0,57 % le grec, 0,58 % le vietnamien et 2,53 % une autre langue.

## Personnalité liée à la ville
- Charity Bryant (1777-1851), écrivaine
- Paul Gonsalves (1920-1974), musicien de jazz
- Richard Krawiec (1952-), écrivain